# Matt Grzelcyk
Matt Grzelcyk (Charlestown, Massachusetts, 5 de enero de 1994), apodado Gryz, Grizzly Bear o Mayor of Boston, es un jugador profesional estadounidense de hockey sobre hielo que se desempeña en la posición de defensor izquierdo en Boston Bruins, equipo de la National Hockey League (NHL).

## Carrera
Fue seleccionado en la tercera ronda en la NHL Entry Draft de 2012. En 2016 hizo su debut profesional con el equipo Boston Bruins, donde lleva jugando ocho temporadas.